# ウィリアム・マッゴナガル
ウィリアム・トパーズ・マッゴナガル（英: William Topaz McGonagall、1825年3月 - 1902年9月29日）は、スコットランドの詩人。彼は、自分の作品に対する同業者の評価を認識せず、気にも留めない、極めて悪質な詩人として悪名を馳せた。
アイルランド系スコットランド人で、「史上最低の詩人」としてギネスブックに記載されているマッゴナガルが書いた詩は約200編あり、その中にはテイ橋の崩落事故にインスパイアされた詩『テイ橋の惨事』や「有名なテイの鯨」などが含まれており、これらは英文学の中でも最悪の物として広く知られている。スコットランド中のグループが、彼に自作の朗読を依頼した事は、多くの聴衆がマッゴナガルのミュージックホールにおけるコミカルなキャラクターとしての能力を高く評価していた事を物語っている。 今でもマッゴナガルの詩集は人気があり、数冊が販売されている。
マッゴナガルはイギリス史上最悪の詩人と言われている。  主だった批判の論点は、彼が詩的な比喩に耳を貸さず、正しい韻律分析ができなかったという物である。彼が詩について理解していると思われるのは、詩は韻を踏まなければならないという信念だけである。マッゴナガルを有名にしている要因は、これらの欠点が彼の作品にユーモラスな効果をもたらしていると考えられるからである。研究者たちは、不適切なリズムや貧弱な語彙、誤った比喩が組み合わさる事によって、彼の作品は英語で最も意図せずに楽しめるドラマチックな詩になっていると主張している。彼の作品は、大事件や悲劇について書かれ、出版された物語バラッドや詩の長い伝統の文脈上にあり、チラシとして地元の人々の間で広く流布した。 ラジオやテレビがない時代、彼らの声は重要なニュースを熱心な人々に伝えるひとつの手段だった。